# Blaufarbenwerk Jungenhengst

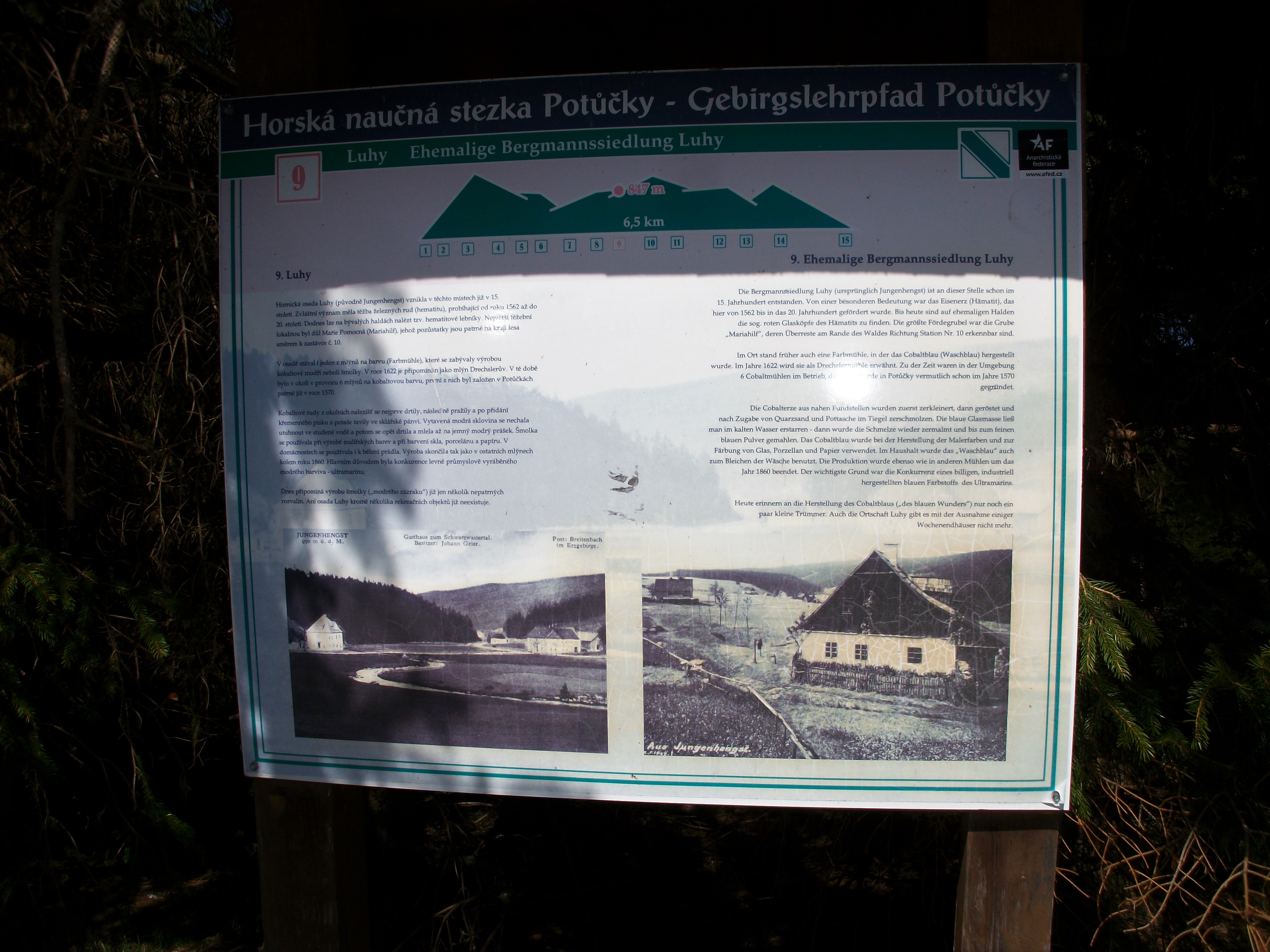
Informationen über die Farbmühle

Das Blaufarbenwerk Jungenhengst, zeitweise auch Se(e)lingsche Farbmühle bzw. Schmaltenfabrik Johann Anton Berner genannt, bei Luhy (deutsch Jungenhengst), einer Ortslage der tschechischen Gemeinde Potůčky (Breitenbach) war ein Werk, das zur Herstellung von blauer Farbe aus kobalthaltigem Erz diente. Der Betrieb wurde 1853 eingestellt.

## Geschichte
Barthel Pessler, ein Bruder Martin Pesslers, erbaute im ersten Drittel des 17. Jahrhunderts unterhalb Georg Schmiedls, genannt Weinberger, Kohlhau am Schwarzwasser eine Farbmühle, aus der ein Blaufarbenwerk hervorging. Ihm gehörte eine weitere Farbmühle am Breitenbach, die sein Bruder erbaut hatte und 1621 abbrannte. 1640 verkaufte der königliche Waldförster Paul Stecher die Jungenhengster Farbmühle an den Waldbereiter Michael Schweitzer um 15 Zentner blaue Farbe und 15 Gulden bares Geld.
Nach dem Dreißigjährigen Krieg und der verstärkt einsetzenden Gegenreformation, die viele zur Flucht nach Kursachsen bewog, war die Farbmühle nicht mehr dauerhaft in Betrieb. Da die Farbmühle, inzwischen in Besitz der aus Glaubensgründen nach Johanngeorgenstadt ausgewanderten Christoph Wilhelm Glasmann und seinem Schwager Johann Gabriel Hammerdörffer, Sohn des Gabriel Hammerdörffers, gegen die Landesverordnung verstieß, wurde die Farbmühle von der böhmischen Kammer beschlagnahmt. Darauf kaufte die Hälfte Rosina Seeling, die Frau des Waldbereiters und Bergmeisters von Platten Paul Wenzel Seeling. Der andere Teil wurde dem Handelsmann Christoph Haas d. J., Sohn des Bergmeisters von Platten Christoph Haas d. Ä. zugeschrieben. Dabei kam es zu Streitigkeiten. 1682 berichtet Konrad Lauer an die Böhmische Kammer:

„Die beiden Brüder Glasmann sind bei der Reformation ausgewandert und haben ihre Farbmühle verlassen, die eine halbe Meile von Johanngeorgenstadt und eine viertel Meile Wegs von Platten an dem Gottesgaber oder Seifner Wasser in den Wäldern Böhmens liegt, sie heißt junger Hengst. (Christoph) Haas hat um diese Farbmühle angehalten... Weil der Besitz der Farbmühle durch unkatholische Leute gegen die Landesordnung verstößt, soll Lauer sie feil bieten und möglichst hoch verkaufen... Rosina Seling beschwert sich, das die durch zwei Jahre fast verwüstete Jungen Hengst Farbmühle an der Platten, die den Glasmannischen und Hammerdörfferischen Gewerken gehört und deren Hälfte Rosina Seling gekauft hat, verkauft wurde. Sie ist unlängst Christoph Haas zugeschrieben worden. Die Frau bittet um Schutz.“

Seit 1686 waren alle silberhaltigen Kobalterze an die Staatliche Silberhütte in Sankt Joachimsthal abzuliefern. Dies bedeutete für die böhmische Blaufarbenproduktion einen schweren Rückschritt. Den Farbmühlen wurde fortan nur silberfreie oder silberarme Erze zu blauer Farbe zu verarbeiten erlaubt. Auf die in Platten gewogenen Farbfässer wurde Brennstempelgeld erhoben. Anfang des 18. Jahrhunderts gehörte die Farbmühle dem Sohn Rosina´s, Johann Adalbert Seeling d. Ä. Er war mit der Tochter des zeitweiligen Besitzers Christoph Haas d. J., Benigna verheiratet. Von ihm erbten es seine Söhne, der Stadtrichter Johann Anton und der Ratsherr Johann Adalbert Seeling d. J. und dessen Nachkommen. Der Farbmacher Christian Elster, Betreiber eines der Blaufarbenwerke in Breitenbach, war mit deren Schwester Rosalia Seeling verheiratet.
Die Farbmühle diente vielen Bewohnern aus Jungenhengst und Umgebung als Arbeitgeber. Aus den Kirchenbüchern geht hervor, dass 1703 Christian Hartzer als Farbmeister auf dem Farbwerk tätig war. In den 1730er Jahren arbeiteten Franz Carl Hartzer und Andreas Fellinghauer dort und 1747 Wenzel Horbach. Wie die Seligenstädter Löffelbücher berichten, reisten Ende des 18. Jahrhunderts mehrere Mitglieder der Familie Seeling nach Frankfurt a. M., wo – vermutlich für den Absatz im Ausland – ein Außenlager existierte.
Unter der Regierungszeit Kaiserin Maria Theresias wurde das Werk, das zuvor zeitweise stillgelegt worden war, wieder in Betrieb genommen. Von den Joseph Seeling’schen Erben gelangte es in der ersten Hälfte des 19. Jahrhunderts an den Fabrikanten und Bürgermeister von Platten, Johann Anton Berner. Die Schmaltenfabrik Johann Anton Berner, wie das Unternehmen nun genannt wurde, mit k. k. Landesfabrikbefugnis seit 1835, beschränkte sich größtenteils auf die Deckung des inländischen Bedarfs. Berner ließ jährlich 30 bis 40 t. Farbe erzeugen, davon 5 bis 10 t. höhere Sorten. Die Erze bezog man größtenteils aus Ungarn und Sachsen. Die Niederlage befand sich in Prag am Kohlmarkt. Ein weiteres Blaufarbenwerk Berners befand sich damals schon im Abbruch. 
Die Vorherrschaft der sächsischen Farbwerke und die Verdrängung der Schmalte durch das künstliche Ultramarin führten zu ihrer völligen Stilllegung. Am 20. Januar 1853 fand in Johanngeorgenstadt die öffentliche Versteigerung des Berner'schen Blaufarbwerkes statt. Mauerreste am Hang hinter der Brücke über das Černá (Schwarzwasser) im Bereich des letzten, 1910 gebauten Hauses, erinnern noch heute an das ehemalige Werk.

## Besitzerfolge
1. Barthel Pessler
2. Paul Stecher
3. Michael Schweitzer
4. Christoph Wilhelm Glasmann und Johann Gabriel Hammerdörffer
5. Rosina Seeling
6. Christoph Haas d. J.
7. Johann Adalbert Seeling d. Ä.
8. Johann Adalbert Seeling d. J.
9. Wenzel Seeling
10. Joseph Seeling
11. Johann Anton Berner